# Terrell Carver
Terrell Foster Carver (4 de septiembre de 1946) es un profesor estadounidense de teoría política en la Universidad de Brístol.

## Carrera
Carver nació en Boise, Idaho. Después de recibir su licenciatura de la Universidad de Columbia en 1968, Carver pasó a estudiar en Inglaterra. Después de terminar su BPhil (1970) y DPhil (1975) en la Universidad de Oxford, trabajó como profesor en la Universidad de Liverpool entre 1974 y 1979. En 1980 se mudó a la Universidad de Bristol, donde fue profesor hasta 1990, cuando se convirtió en lector. En 1985-86 fue profesor visitante en la Virginia Commonwealth University. En 1991 fue becario visitante en la Escuela de Investigación de Ciencias Sociales de la Universidad Nacional Australiana y también en el Centro de Estudios de Asia y el Pacífico, Universidad Seikei, Tokio. En 1995, Carver fue nombrado profesor de teoría política en el Departamento de Política de la Universidad de Bristol. Carver también ha sido miembro visitante patrocinado por la Sociedad Japonesa para la Promoción de la Ciencia, Tokio/Kioto, en 1999; un profesor visitante en el Pitzer College de los Claremont Colleges en 2003; y profesor visitante en la Universidad Senshu, Tokio, en 2006. 

## Intereses de investigación
Carver es un teórico político que adopta un enfoque textual, hermenéutico y posmoderno de los textos y problemas clásicos. Su interés desde hace mucho tiempo es el análisis y la traducción de obras de Karl Marx y Friedrich Engels, y la relación de esos estudios con el marxismo y la tradición marxista en el pensamiento social y la metodología de las ciencias sociales. También se ha interesado en las teorías feministas del sexo, el género y la sexualidad, y la relación de ese trabajo con la sociología de las masculinidades, utilizando este enfoque para reinterpretar el canon de los filósofos clásicos. Co-general-edita una serie de libros sobre globalización. Sus libros y artículos han sido traducidos al alemán, francés, japonés, coreano y chino. 

## Premios y responsabilidades
Desde 1995 Carver ha sido miembro de la Comisión Editorial de Marx-Engels-Gesamtausgabe. Tanto en 1995-96 como en 2004-05 fue galardonado con una beca de investigación de la Universidad de Bristol. En 2002-03 recibió el premio de licencia de investigación de la Junta de Investigación de Artes y Humanidades, y nuevamente del Consejo de Investigación de Artes y Humanidades en 2005-06. Carver también es miembro del Comité Ejecutivo de la Asociación de Estudios Políticos. Se desempeñó como Presidente del Comité de Publicaciones (2000-02), Presidente del Comité de Subvenciones y Premios (2003-05) y como Presidente del Comité de Relaciones Externas (2005-). 

## Libros
- Karl Marx: Texts on Method (1975)
- The Logic of Marx (ed.) (1980)
- Engels (‘Past Masters’) (1981, repr. 1991; trad. en japonés. 1989; trad. en coreano. 2000; reissued as Engels: A Very Short Introduction, 2003)
- Marx’s Social Theory (1982)
- Marx and Engels: The Intellectual Relationship (1983; trad. en japonés. 1995)
- Marx and Engels: A Conceptual Concordance (1983)
- A Marx Dictionary (1987; trad. en japonés. 1991)
- Marx’s ‘Grundrisse’ and Hegel’s ‘Logic’ (ed.) (1988; trad. en al 1994)
- Friedrich Engels: His Life and Thought (1989, repr. 1991)
- The Cambridge Companion to Marx (ed.) (1991)
- con Paul Thomas: Rational Choice Marxism: Assessments (ed.) (1995)
- Cambridge Texts in the History of Political Thought: Marx, Later Political Writings (ed.) (1996)
- Gender is not a Synonym for Woman (1996)
- Interpreting the Political: New Methodologies (ed.) (1997)
- The Postmodern Marx (1998)
- The Politics of Sexuality (ed.) (1998)
- Engels After Marx (ed.) (1999)
- Engels: A Very Short Introduction (2003)
- Men in Political Theory (2004)
- Palgrave Advances in Continental Political Thought (ed.) (2006)
- Judith Butler and Political Theory: Troubling Politics (with Samuel A. Chambers) (2008)
- Judith Butler's Precarious Politics: Critical Reflections (ed.) (2008)
- Political Language and Metaphor: Interpreting and Changing the World (ed.) (2008)
- William E. Connolly: Democracy, Pluralism and Political Theory (ed.) (2008)